# Assurance-invalidité
L'assurance-invalidité (AI) constitue l'un des principaux régimes de sécurité sociale en Suisse. La loi fédérale sur l'AI a été votée le 19 juin 1959. Elle est par ailleurs harmonisée et coordonnée avec la loi fédérale sur l'assurance-vieillesse et survivants (AVS).
Depuis le 1er janvier 1960, date de son entrée en vigueur, cette législation a été soumise à six révisions successives. La révision 6a est la dernière en vigueur depuis le 1er janvier 2012.

## Prestations
Elle accorde des prestations aux assurés qui, par suite d'une atteinte à leur santé, sont totalement ou partiellement incapables d'exercer une activité lucrative ou leurs travaux habituels, et cela d'une manière permanente ou de longue durée. Les assurés mineurs sont réputés invalides lorsque l'atteinte à leur santé aura vraisemblablement pour conséquence, à l'âge adulte, une diminution de leur capacité de gain. Peu importe que l'invalidité soit de nature physique ou mentale ou qu'elle provienne d'une infirmité congénitale, d'une maladie ou d'un accident.
L'assurance-invalidité privilégie formellement la réadaptation ou le reclassement professionnel des assurés par rapport à la rente. De ce fait, elle accorde des prestations sous forme de mesures médicales, de mesures professionnelles et, le cas échéant, d'indemnités journalières pendant l'application de ces mesures. Elle prend en charge la formation scolaire spéciale des enfants invalides et accorde des moyens auxiliaires, ainsi que des rentes et des allocations pour impotents. Une rente AI (2320 francs suisses par mois au maximum (dès le 1er janvier 2011)  pour 1525 francs en moyenne) n'est versée que si les mesures de réadaptation ne permettent pas d'atteindre, en totalité ou en partie, le but recherché, ou si elles n'ont, d'emblée, aucune chance de réussir. En janvier 2006, 299 000 personnes bénéficient d'une rente pour un montant total de 6,4 milliards de francs. Le droit à ces prestations s'éteint au plus tard à la fin du mois au cours duquel l'assuré atteint l'âge ouvrant le droit à l'AVS.
Outre, les prestations individuelles, l'AI accorde également des prestations collectives sous forme de subventions aux établissements, ateliers et homes pour personnes handicapées, aux associations qui leur apportent une aide ainsi qu'aux centres de personnel spécialisé pour la prise en charge des personnes handicapées.

## Historique
L'AI a été créé en 1960. Elle connaît une période de stabilité jusqu'au début des années 2000, après lesquelles plusieurs révisions sont mises en place.

### 5erévision
Selon le Conseil fédéral, le régime issu de la 4e révision « ne sert pas suffisamment » l'objectif de l'AI (primauté de la réinsertion sur la rente) et souffre d'une dette auprès du fonds de l'AVS de plus de 9 milliards de francs. C'est pourquoi la 5e révision prévoit selon lui deux objectifs, la détection précoce du handicap et une meilleure réinsertion professionnelle, le but étant, avec la suppression de certaines prestations complémentaires, la diminution du nombre de rentes versées (environ 500 millions d'économies visés). Dans ce cadre, les employeurs pourront communiquer à l'AI le cas de leurs employés présentant un risque d'invalidité. De leur côté, les référendaires voyaient « dans les restrictions adoptées un démantèlement social. »
La loi, votée par l'assemblée fédérale le 6 octobre 2006, est acceptée en votation le 17 juin 2007 avec 59,1 % des voix.

## Cotisation
L'AI, comme l'AVS, est une assurance obligatoire pour toute personne ayant son domicile civil en Suisse et pour celle qui y exerce une activité lucrative. L'AI favorise, dans la mesure du possible, la réadaptation ou la réinsertion de la personne handicapée dans la vie professionnelle.